# 1933 în științifico-fantastic
- 1932 în științifico-fantastic — 1933 în științifico-fantastic — 1934 în științifico-fantastic

1933 în științifico-fantastic a implicat o serie de evenimente:

## Nașteri și decese

### Nașteri
- Dmitri Bilenkin (d. 1987)
- Reinmar Cunis (d. 1989)
- Alain Dorémieux (d. 1998)
- Dave Duncan (d. 2018)
- Rainer Erler
- Michael Frayn
- Klaus Frühauf (d. 2005)
- Ron Goulart
- Laurence M. Janifer (d. 2002)
- Johanna von Koczian
- Jerry Pournelle (d. 2017) (a scris Lumea Pay în 1974)
- Jesco von Puttkamer (d. 2012)
- Theodore Roszak (d. 2011)
- Wladimir Sawtschenko (d. 2005)
- Robert Shea (d. 1994)
- Bill Starr
- Boris Strugațki (d. 2012)
- Douglas Terman (d. 1999)
- Günter Teske
- Gerald M. Weinberg (d. 2018)

### Decese
- Leo Gilbert (n. 1861)
- Artur Landsberger (n. 1876)
- Victor Méric (n. 1848)
- Berthold Otto (n. 1859)
- Wilhelm Poeck (n. 1866)
- Florian Wengenmayr (n. 1863)

## Filme
| Titlu                  | Regizor          | Distribuție                                                  | Țara                       | Sub-Gen /Note |
| ---------------------- | ---------------- | ------------------------------------------------------------ | -------------------------- | ------------- |
| Deluge                 | Felix E. Feist   | Peggy Shannon, Sidney Blackmer, Lois Wilson                  | Statele Unite ale Americii |               |
| Der Tunnel             | Kurt Bernhardt   | Madeleine Renaud, Jean Gabin                                 | Germania Nazistă           | [ 2 ]         |
| The Invisible Man      | James Whale      | Claude Rains, Gloria Stuart, Henry Travers, William Harrigan | Statele Unite ale Americii |               |
| It's Great to Be Alive | Alfred L. Werker | Raul Roulien, Gloria Stuart, Edna May Oliver                 | Statele Unite ale Americii |               |
| Men Must Fight         | Edgar Selwyn     | Diana Wynyard, May Robson                                    | Statele Unite ale Americii | [ 3 ] [ 4 ]   |
|                        |                  |                                                              |                            |               |